# Ridå

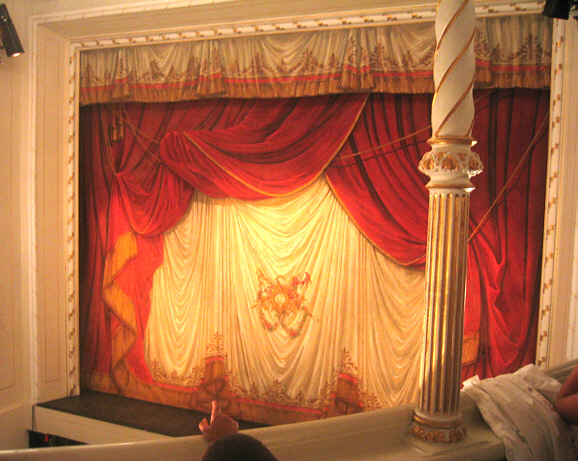
En ridå.

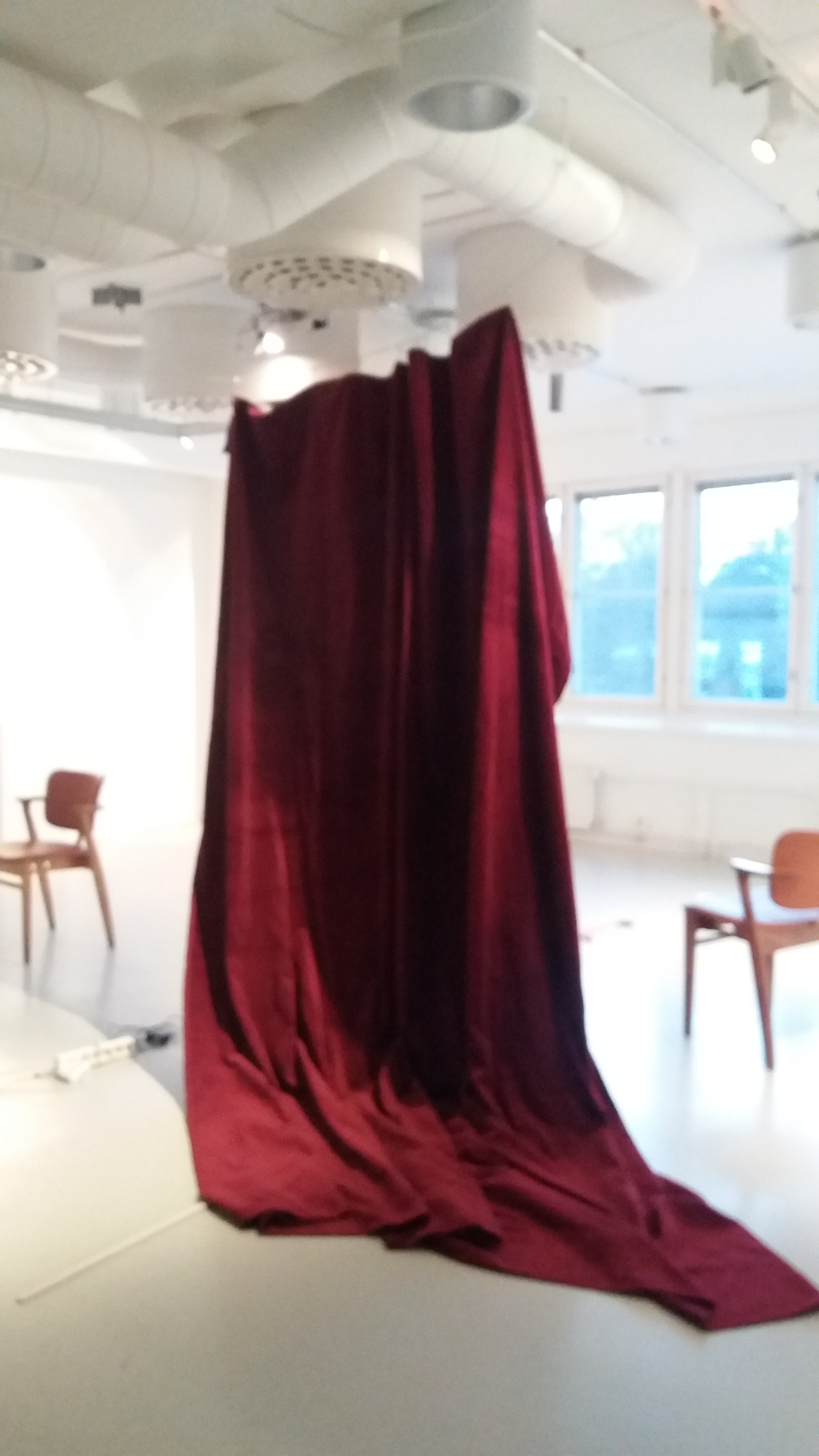
Röd ridå vid upphängning.

Ridå (franska rideau, av rider, rynka, vecka), förhänge, förlåt, teaterförhänge, som före pjäsens början och mellan akterna är nedfällt/fördraget, så att det döljer scenen för salongen. Som den modernare ridåns uppfinnare nämnes Ferdinando Bibiena. På fornromerska teatrar nyttjades ett slags ridå (grekiska avlaia, latin aulæum), som vid styckets början rullades ned kring en under golvet befintlig cylinder och efter aktens slut drogs upp, så att den täckte scenen. På Shakespeares tid bestod ridån av skynken, som drogs åt sidorna, och denna form återfinns även på många moderna teatrar, vid sidan av den variant där ridån hissas/halas (eller upprullas) upp och ner från taket/scenvinden. 
Äldre tiders teatereldsvådor, före införandet av elektrisk belysning, ledde så småningom till uppfinnandet av den vattenkylda järnridån, avsedd att vid behov fullständigt isolera salongen från scenen. Enligt en äldre föreskrift i Sverige skulle före föreställningens början, inför sittande publik,  järnridån fällas och omedelbart upphalas som funktionskontroll och att i lugnande syfte demonstrera detta för teaterbesökarna.

## Galleri

Olika typer av ridåer